# Sint-Rochuskapel (Maastricht)

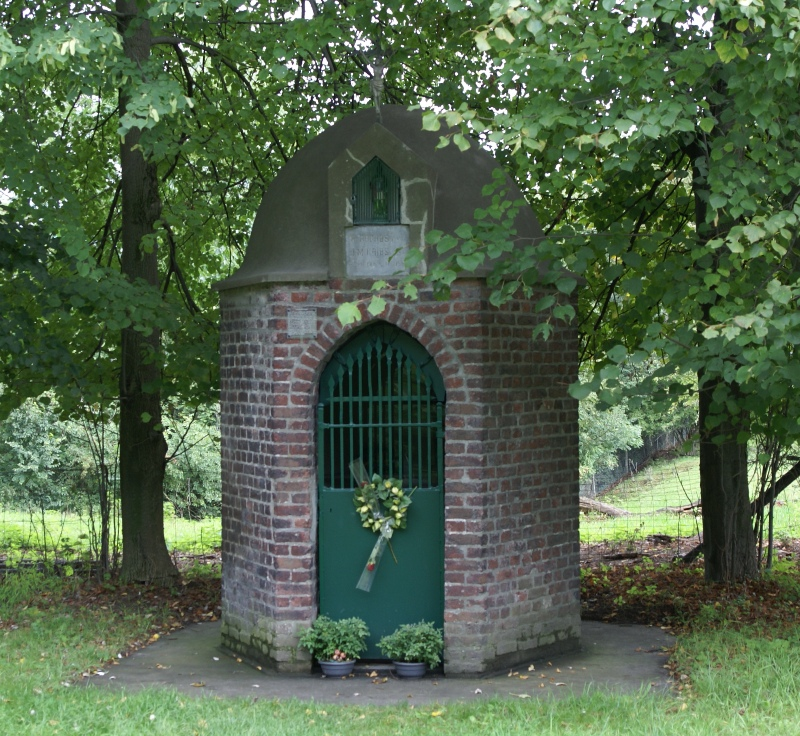
De Sint-Rochuskapel

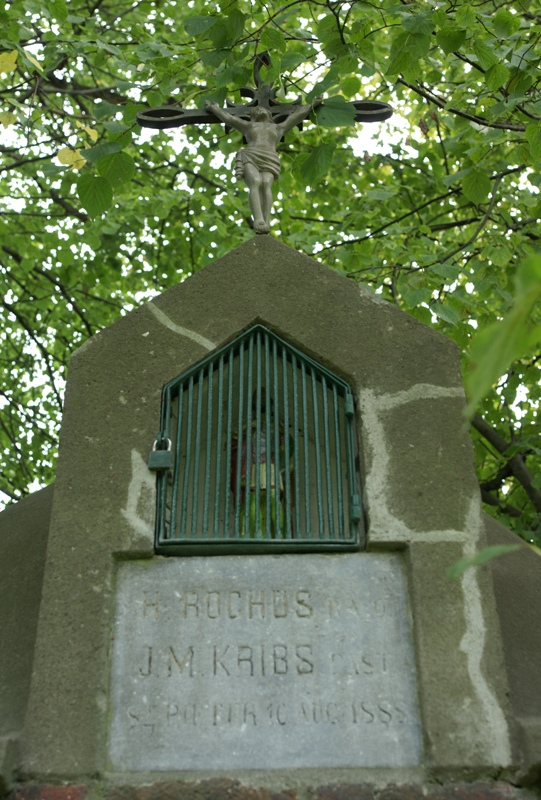
Nis met Sint-Rochusbeeld uit 1992

De Sint-Rochuskapel is een kapel op de Sint-Pietersberg in het zuiden van de Nederlandse stad Maastricht. De 19e-eeuwse kapel is een rijksmonument. Ten zuidoosten van de kapel staat de Kasteelruïne Lichtenberg en ten noorden ligt het Slavantebos. Elders op de berg bevinden zich de Sint-Antoniuskapel en de Lourdesgrot Sint Pieter.

## Geschiedenis
Volgens de overlevering stond er aan de kruising van twee oude wegen, namelijk van de Luikerweg met de weg van Lichtenberg naar Kanne, een oude kapel die aangeduid werd met Chapelle de Lichtenberg. Deze kapel raakte in verval en men plaatste hier om deze plek in ere te houden een houten kruis met corpus.
Op 13 juli 1879 werd door het kerkbestuur voor 100 gulden een stuk grond aangekocht van de eigenaar van Hoeve Zonneberg, T. Duchateau.
In 1888 werd het kruis zwaar beschadigd tijdens een storm en raakte het in verval. In 1888 werd door pastoor Johannes Matthias Kribs (1822-1901), die van 1869 en 1896 de parochie Sint Pieter bediende, een kapel opgericht aan de oude kruising op de Sint-Pietersberg. Op 10 augustus legde men de eerste steen en op 19 september werd de kapel ingewijd.
De kapel werd gewijd aan Sint Rochus, de beschermheilige tegen besmettelijke ziekten. In de negentiende eeuw werd Europa geteisterd door cholera en de oorzaak was niet bekend. Een cholera-epidemie in 1865-1866 eiste veel slachtoffers in de parochie.
In verband met de mergelwinning in de ENCI-groeve werd de kapel in 1972 verplaatst richting de Hoeve Lichtenberg. De aan alle kanten gestutte kapel werd daartoe op enkele balken geplaatst en met behulp van een hijskraan naar de nieuwe plek getakeld.
In 1992 en in 2006 werd de Sint-Rochuskapel gerestaureerd door de Stichting Oud Sint-Pieter in samenwerking met de Vereniging Natuurmonumenten. Tijdens de restauratie van 1992 werd een nieuw beeld van Sint Rochus geplaatst, geschonken door de Veldekekring Maastricht. Ook werd er een beeld van Sint Donatus boven de ingang geplaatst.

## Bouwwerk
De Sint-Rochuskapel heeft een zeshoekige plattegrond en is opgetrokken in baksteen. De kapel is voorzien van een cementstenen koepel met aan de voorzijde een verhoging met een keperboogvormige nis waarin een beeld van de Heilige Donatus is geplaatst. Onder de nis bevindt zich een steen met de inscriptie:

H. Rochus BVO
J.M. Kribs past
St Pieter 16 aug. 1888(Heilige Rochus, Bid voor Ons
J.M. Kribs, pastoor
Sint Pieter, 16 augustus 1888)

Op de verhoging boven de ingang bevindt zich een crucifix. In de frontgevel bevindt zich de spitsboogvormige toegang die wordt afgesloten met een donkergroene metalen deur.
Van binnen is de kapel wit geschilderd en is de vloer betegeld. Tegen de achterwand is een klein altaar geplaatst dat de vorm heeft van een zwaluwnest. Op het altaar staat een beeld van Sint-Rochus.